# Warrensburg (Missouri)
Warrensburg és una població dels Estats Units a l'estat de Missouri. Segons el cens del 2000 tenia 16.340 habitants.

## Demografia
Segons el cens del 2000, Warrensburg tenia 16.340 habitants, 5.951 habitatges, i 3.035 famílies. La densitat de població era de 748,4 habitants per km².
Dels 5.951 habitatges en un 26,6% hi vivien nens de menys de 18 anys, en un 38,5% hi vivien parelles casades, en un 9,9% dones solteres, i en un 49% no eren unitats familiars. En el 30,8% dels habitatges hi vivien persones soles el 8,5% de les quals corresponia a persones de 65 anys o més que vivien soles. El nombre mitjà de persones vivint en cada habitatge era de 2,29 i el nombre mitjà de persones que vivien en cada família era de 2,93.
Per edats la població es repartia de la següent manera: un 18% tenia menys de 18 anys, un 36,5% entre 18 i 24, un 22,8% entre 25 i 44, un 12,9% de 45 a 60 i un 9,7% 65 anys o més.
L'edat mediana era de 23 anys. Per cada 100 dones de 18 o més anys hi havia 95,4 homes.
La renda mediana per habitatge era de 29.332 $ i la renda mediana per família de 45.845 $. Els homes tenien una renda mediana de 30.354 $ mentre que les dones 22.154 $. La renda per capita de la població era de 14.714 $. Entorn del 13,6% de les famílies i el 24,3% de la població estaven per davall del llindar de pobresa.

## Poblacions més properes
El següent diagrama mostra les poblacions més properes.